# Луисвил (Џорџија)
Луисвил (Џорџија) (енгл. Louisville) град је у америчкој савезној држави Џорџија. По попису становништва из 2010. у њему је живело 2.493 становника.

## Демографија
Према попису становништва из 2010. у граду је живело 2.493 становника, што је 219 (8,1%) становника мање него 2000. године.
| Група             | 2000.         | 2010.         |
| Белци             | 908 (33,5%)   | 707 (28,4%)   |
| Афроамериканци    | 1.788 (65,9%) | 1.754 (70,4%) |
| Азијати           | 6 (0,2%)      | 15 (0,6%)     |
| Хиспаноамериканци | 10 (0,4%)     | 17 (0,7%)     |
| Укупно            | 2.712         | 2.493         |